# 比利亞維西奧薩戰役
比利亞維西奧薩戰役發生於1710年12月10日，是西班牙王位繼承戰爭的一場戰役，由法國旺多姆公爵和西班牙國王費利佩五世的法西聯軍對抗史塔罕堡伯爵的哈布斯堡同盟軍。費利佩五世和奧地利的查理大公均宣稱自己的勝利，但大同盟軍並未達成徹底擊敗法西聯軍的戰略性目標，也在戰役中丟棄許多火炮，確認了法西聯軍的決定性勝利，穩固波旁王室在西班牙的統治權。

## 戰鬥
隨著7月27日阿爾梅納拉戰役和8月20日薩拉戈薩戰役的勝利，哈布斯堡同盟簇擁著查理大公第二次佔領馬德里，9月21日，查理大公進入馬德里。但是大同盟在1710年的入侵基本上是重蹈1706年入侵的覆轍，2萬3千名士兵在波旁王室的民兵不斷騷擾之下逐漸減少，他們已經開始失去對西班牙領土的控制。.
11月9日，大同盟疏散馬德里城內的人員物資，並撤退至巴塞隆納，少數效忠哈布斯堡的城市之一。他們分為兩部出發，第一部分是英國將領斯坦霍普伯爵率領的五千英軍，意料之外的是這支部隊還來不及撤出瓜達拉哈拉省就在12月9日的布里韋加戰役戰敗，斯坦霍普伯爵也因此被俘。
當奧地利將領史塔罕堡伯爵得知英軍遇襲時立刻率軍支援，卻不知道斯坦霍普已經投降。第二天早上(12月10日)，1萬8千名同盟軍在比利亞維西奧薩平原遇上嚴陣以待的2萬名法西聯軍。戰鬥從下午持續至午夜，西班牙騎兵發動衝鋒，摧毀由德國、西班牙、葡萄牙士兵組成的同盟軍左翼，西班牙軍奪取了火炮並擊垮支援左翼的英荷部隊。作為回應，同盟軍進攻法西聯軍的中心，擊退了波旁王室的步兵。.
法西聯軍的中心和左翼開始撤退，同時讓阿吉拉爾伯爵的西班牙騎兵猛攻同盟軍的右翼。儘管同盟军擋住了第一波攻擊，最終仍不敵而藉著森林和夜色的掩護撤出戰場。
戰役結束後西班牙騎兵仍繼續騷擾史塔罕堡伯爵的敗軍，當他回到巴塞隆納時，軍隊僅剩下5千到6千人不等，查理大公也回到奧地利繼承神聖羅馬皇帝之位。

## 註腳
1. ↑  Sir Edward Cust. . J. Murray. 1862: 137–8  [24 April 2013]. （原始内容存档于2016-06-24）.
2. 1 2 3 4 5 6 7  Kamen, 99–101.
3. 1 2  Périni，第247頁.